# Bootle F.C.
Bootle Football Club – angielski klub piłkarski z siedzibą w Bootle.

## Historia
Klub istniał w latach 1880–1893. W sezonie 1892/1893 rywalizował w rozgrywkach Division Two i zajął w nich 8. miejsce.

## Reprezentanci kraju grający w klubie
|  | - John Brodie - Johnny Holt - Bobby Calderwood - Andrew Watson - Smart Arridge |  | - Walter Evans - Billie Hughes - Jack Jones - Job Wilding |